# Beef Wellington

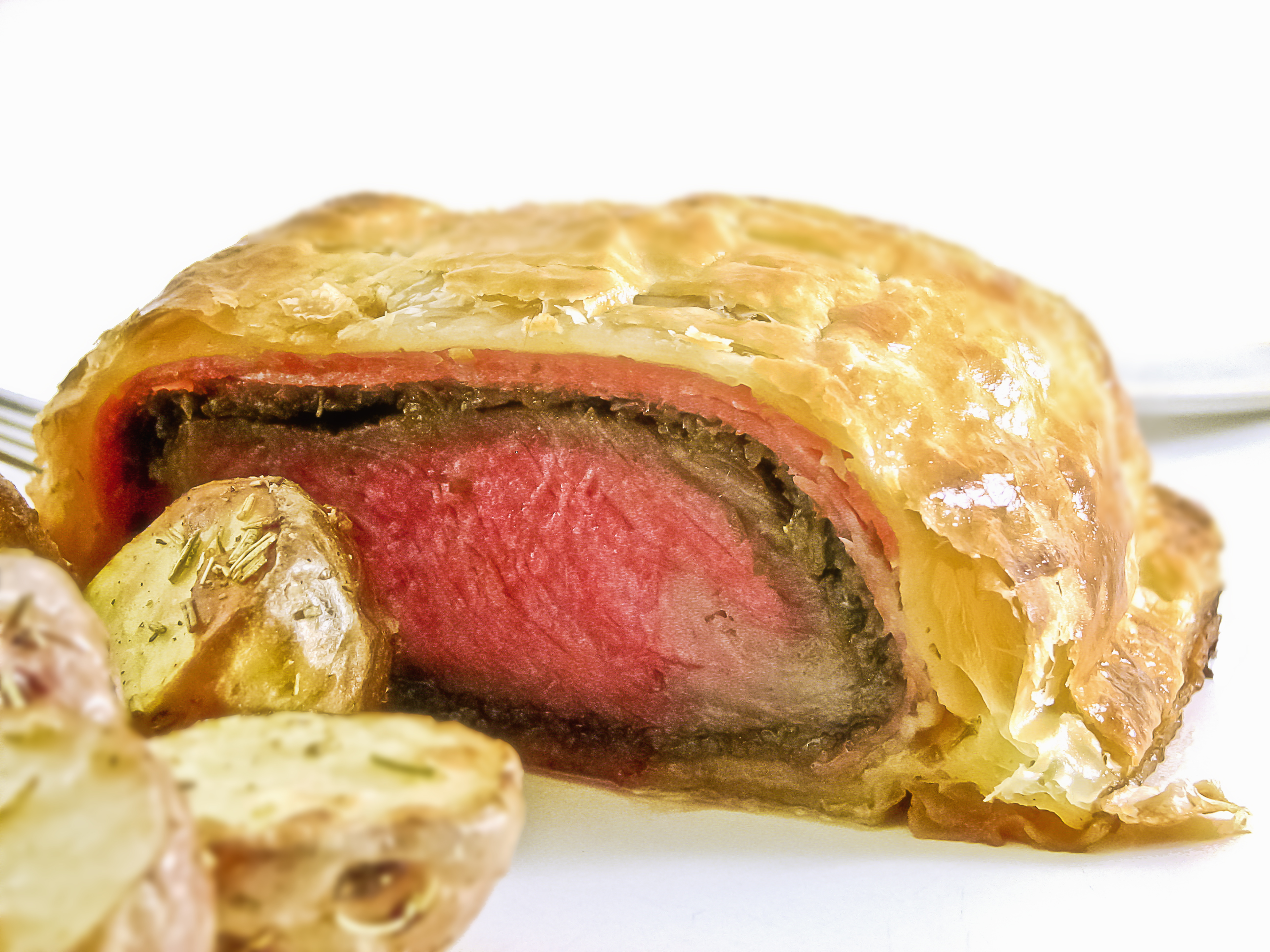

Beef Wellington is een gerecht van runderbiefstuk (de zogenaamde ossenhaas), ganzenleverpastei en duxelles (fijngehakte paddenstoelen met diverse kruiden). Deze worden in bladerdeeg en soms een dun pannenkoekje verpakt en in de oven gegaard.
Het bladerdeeg dient ervoor dat het vocht niet uit het pakketje verdwijnt, en de smaken van de duxelles in het vlees kunnen trekken. Deze twee ingrediënten hebben louter een functionele taak en hoeven niet gegeten te worden. Voor velen is dit echter de traktatie van het gerecht.
Over het algemeen wordt gedacht dat het gerecht is genoemd naar de eerste hertog van Wellington, Arthur Wellesley, hoewel daar geen bewijs voor bestaat. Het gerecht is sinds het einde van de negentiende eeuw op menu's aan te treffen.